# Joensuu (Verwaltungsgemeinschaft)

Lage der Verwaltungsgemeinschaft Joensuu

Die Verwaltungsgemeinschaft Joensuu (finnisch Joensuun seutukunta) ist eine von drei Verwaltungsgemeinschaften (seutukunta) der finnischen Landschaft Nordkarelien und umfasst etwa 115.000 Einwohner. Zu ihr gehören die folgenden sieben Städte und Gemeinden:
- Ilomantsi
- Joensuu
- Juuka
- Kontiolahti
- Liperi
- Outokumpu
- Polvijärvi

Seit dem 1. Januar 2005 gehören die Gemeinden Tuupovaara und Kiihtelysvaara zur Stadt Joensuu und werden somit nicht mehr eigenständig aufgeführt. Am 1. Januar 2009 wurden die Gemeinden Eno und Pyhäselkä in die Stadt Joensuu eingemeindet. Zum Jahresbeginn 2010 wechselte die Gemeinde Juuka von der Verwaltungsgemeinschaft Pielinen-Karelien nach Joensuu.